# Liste der Monuments historiques in Pierre-Percée
Die Liste der Monuments historiques in Pierre-Percée führt die Monuments historiques in der französischen Gemeinde Pierre-Percée auf.

## Liste der Immobilien
| Bezeichnung                                             | Beschreibung                                          | Standort                                | Kennzeichnung | Schutzstatus | Datum | Bild           |
| ------------------------------------------------------- | ----------------------------------------------------- | --------------------------------------- | ------------- | ------------ | ----- | -------------- |
| Denkmal für die Gefallenen des 363. Infanterieregiments | Bildhauer Antoine Santorio                            | Rue du Château, auf dem Friedhof (Lage) | PA00106330    | Classé       | 1922  |                |
| Château de Pierre-Percée                                | Ruine einer Höhenburg vom Anfang des 12. Jahrhunderts | nördlich des Ortes (Lage)               | PA00106331    | Classé       | 1981  | weitere Bilder |